# Brian Baker (Musiker)

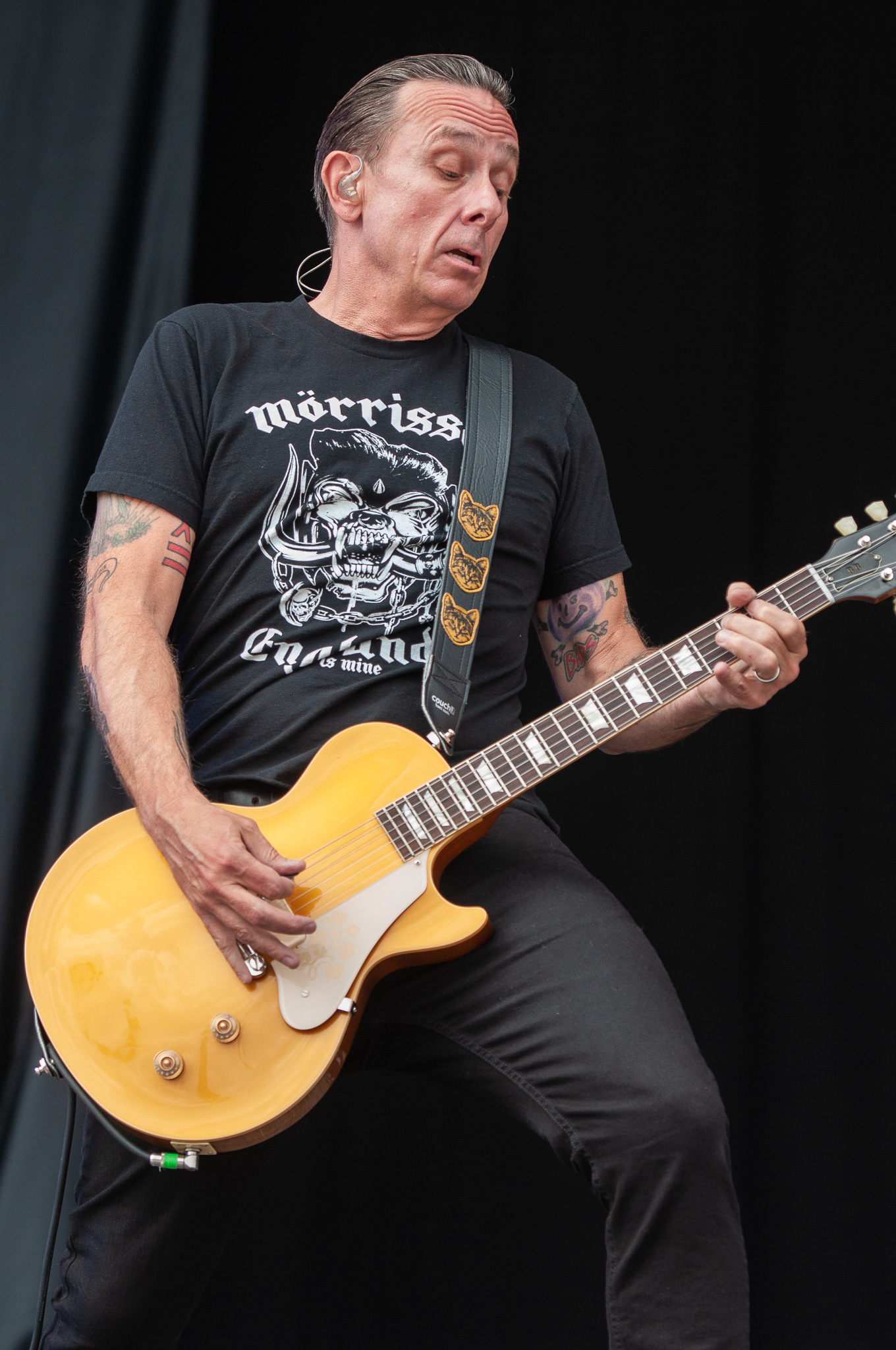
Brian Baker (2018)

Brian Baker (* 25. Februar 1965) ist ein US-amerikanischer Punkrock-Gitarrist.

## Leben
Baker spielte von 1980 bis 1983 bei Minor Threat (1980–1982 als Bassist, 1982–1983 als Gitarrist) und ab 1981 auch bei Government Issue. 1983 war er Gründungsmitglied von Samhain, 1985 von Dag Nasty. Von 1989 bis 1992 (und später zwischen 2006 und 2017 erneut) spielte er bei Junkyard. Seit 1994 ist er Gitarrist bei Bad Religion. Nach seinem Wirken in der Hardcore-Band Minor Threat, die Mitbegründer der Straight-Edge-Bewegung war, die jeglichen Konsum von Alkohol und Drogen strikt ablehnte, fing Brian Baker später damit an, regelmäßig Kokain zu schnupfen, wobei er sich auf After-Show-Partys nach Konzerten zu einem engen Freund des Sängers und Bassisten Fat Mike von NOFX entwickelte, bei denen Drogenkonsum auch eine Rolle spielte.
2005 tourte Baker kurz mit Me First and the Gimme Gimmes und trat auf dem zweiten Album der kanadischen Punkband Penelopre auf (Face au silence du monde). Baker trat häufig als Gastmusiker in Erscheinung. So wirkte er bei Songs und auf Alben von Künstlern wie Blood Bats, Tesco Vee, Ric Ocasek, Teenage Time Killers, Mind OverFour, Dangerous Toys, Pollen Art, und weiteren mit.
Im Jahr 2020 veröffentlichte die Band Fake Names, bestehend aus Baker, dem schwedischen Sänger Dennis Lyxzen, dem Gitarristen Michael Hampton und dem Bassisten Johnny Temple ihr erstes Album.

## Werke

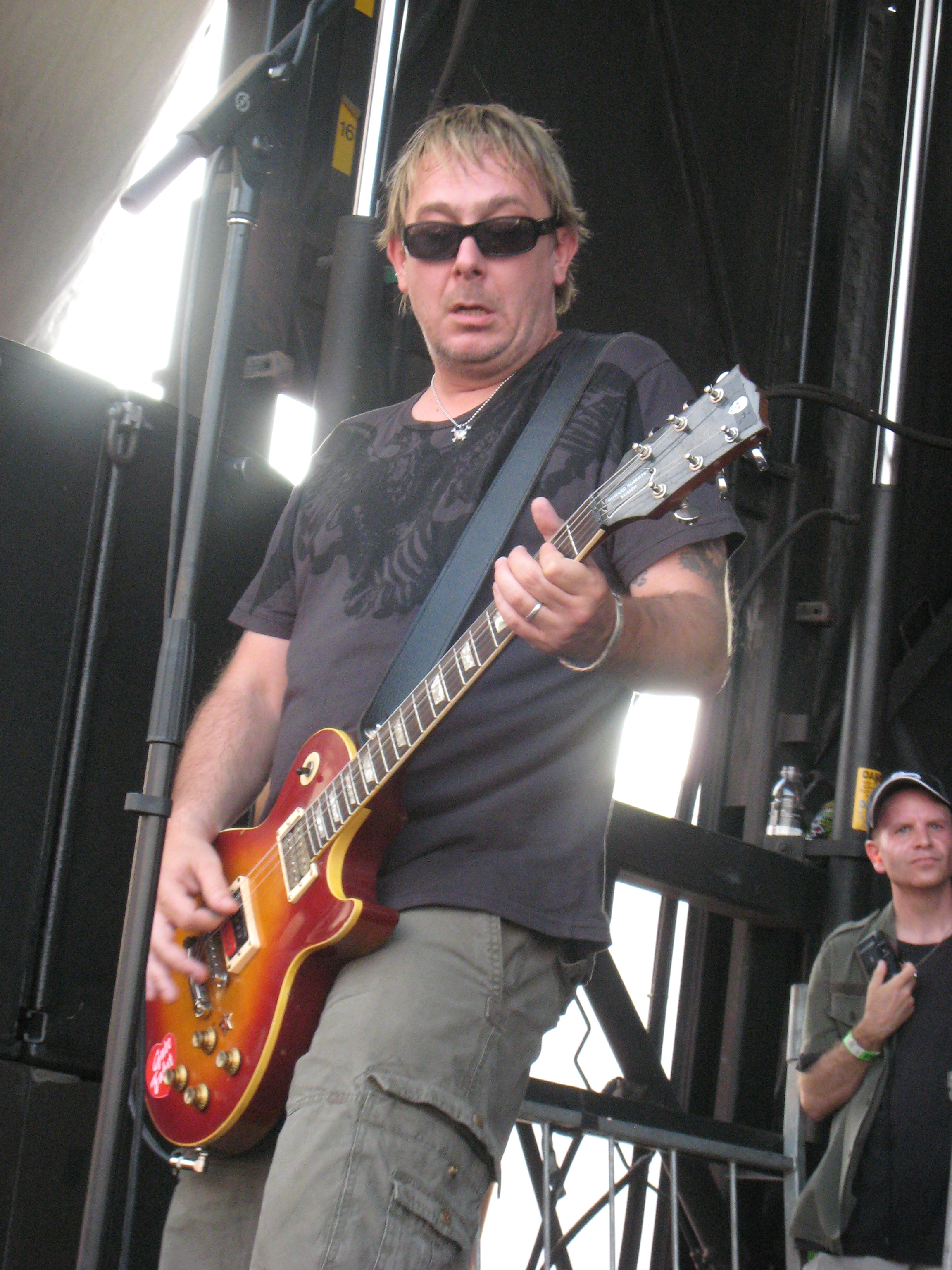
Brian Baker (2007)

### Diskografie
Fake Names
- 2020: Fake Names
- 2021: Fake Names (EP)
- 2023: Expendables

Bad Religion
- 1996: The Gray Race
- 1997: Tested
- 1998: No Substance
- 2000: The New America
- 2002: The Process of Belief
- 2004: The Empire Strikes First
- 2007: New Maps of Hell
- 2010: 30 Years Live
- 2010: The Dissent of Man
- 2013: True North
- 2019: Age of Unreason

Dag Nasty
- 1986: Can I Say
- 1987: Wig Out at Denko’s
- 1988: Field Day
- 1992: Four on the Floor
- 2002: Minority of One

Minor Threat
- 1981: Minor Threat EP
- 1981: In My Eyes
- 1983: Out of Step
- 1985: Salad Days

Junkyard
- 1989: Junkyard
- 1991: Sixes, Sevens & Nines
- 2000: Shut Up – We’re Trying to Practice!
- 2003: Tried and True

### Filmografie
- 1998: Mitwirkung am Soundtrack zu SLC Punk! bei dem Titel Look Back & Laugh
- 1995: The Best of Flipside Video #1 mit Bad Religion mit Brian Baker als Gitarrist
- 1999: Punk Rock Summer Camp
- 2006: American Hardcore: The History of American Punk Rock 1980–1986
- 2006: Bad Religion: Live at the Palladium
- 2007: Punk’s Not Dead – Minor Threat, Bad Religion